# Tecophilaeaceae
Las tecofileáceas (Tecophilaeaceae) son una familia de plantas monocotiledóneas, herbáceas, perennes y bulbosas pertenecientes al orden de las asparagales y distribuidas en Chile, Estados Unidos y África. Se caracterizan por ser hierbas con cormos, a veces con hojas de lámina ancha, pecioladas. Sus flores tienen tépalos anchos, expandidos, y presentan un androceo con estambres que —en general— son marcadamente diferentes entre sí. La familia fue reconocida por sistemas de clasificación modernos como el sistema de clasificación APG II del 2003 y el sistema de clasificación APG III de 2009.

## Etimología
El nombre de la familia proviene del género Tecophilaea, acuñado por Carlo Luigi Giuseppe Bertero en honor de Tecophila Billiotti, hija del botánico italiano Luigi Aloysius Colla (1766-1848), quien fue el primero en describir las especies de ese género.

## Morfología

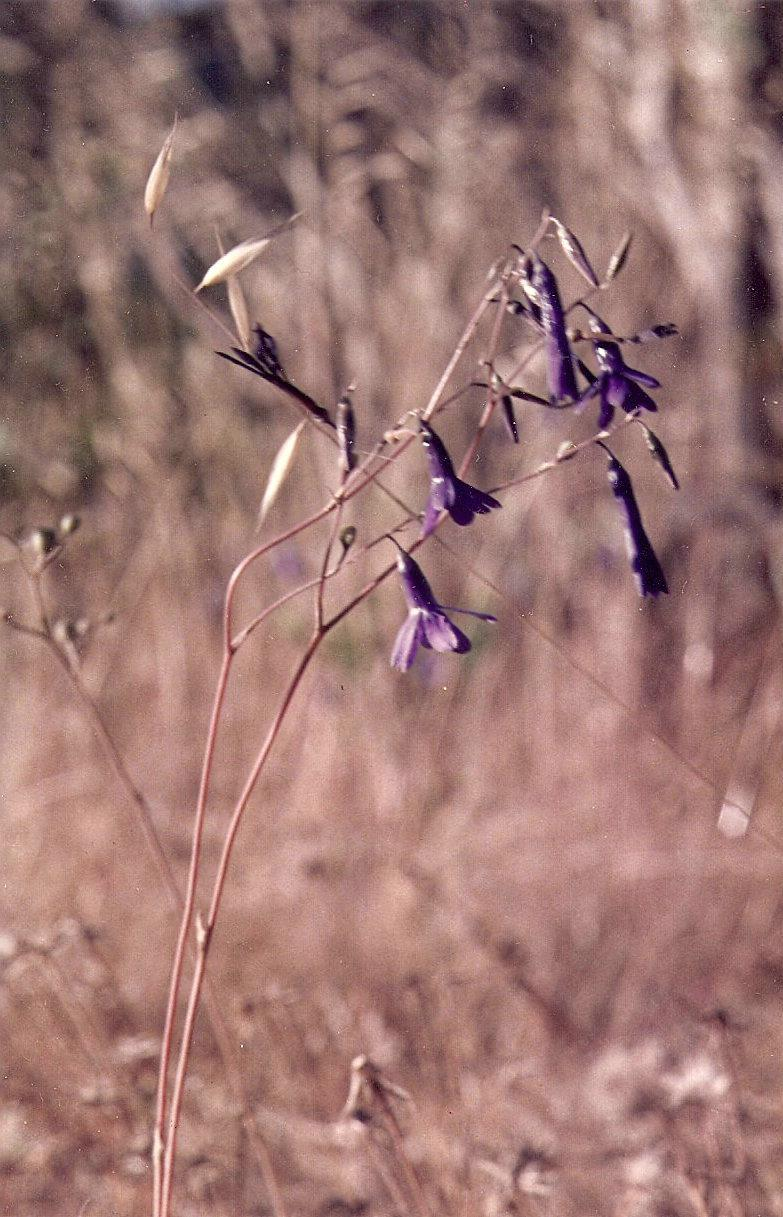
Flores de Conanthera trimaculata, Chile central

Las tecofileáceas son plantas herbáceas pequeñas a medianas, no suculentas, cuyo órgano subterráneo de reserva es un cormo que puede o no ser tunicado. El tallo es erecto y parcialmente folioso, a pesar de que las hojas se hallan concentradas en la base de la planta. Las hojas son simples, alternas, espiraladas o dísticas, de lámina amplia, linear o lanceolada, con nervadura central y pecioladas o sésiles. Los bordes de la lámina son enteros.

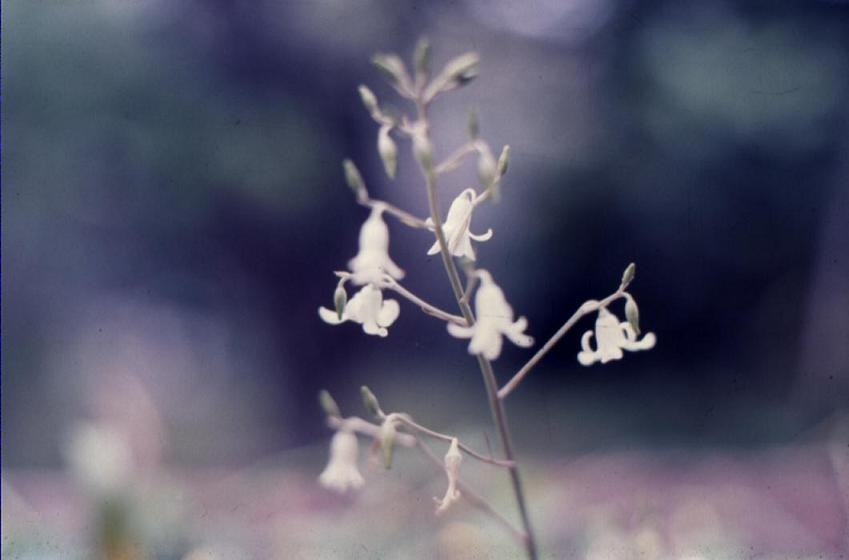
Flores de Conanthera johowii, Chile central

Las flores se disponen en inflorescencias racimosas, que pueden o no estar ramificadas. Las flores son hermafroditas, regulares o levemente zigomorfas. Cuando son zigomorfas se debe al androceo, ya que frecuentemente una antera es más larga que las restantes. Las flores están compuestas por cuatro ciclos de tres piezas cada uno, por lo que se dicen trímeras y tetracíclicas. Pueden o no presentar un corto tubo perigonial. El perigonio está formado por seis tépalos, que se hallan libres entre sí o unidos en la base en dos ciclos similares. El color de los tépalos puede ser blanco, amarillo, violeta o azul. El androceo está formado por seis estambres, todos iguales entre sí o marcadamente diferentes. Los estambres pueden ser todos fértiles o puede haber también de uno a cinco estaminodios. La dehiscencia estaminal es poricida, o sea, la salida de los granos de polen se produce a través de poros en las paredes de las anteras. La microsporogénesis es simultánea y los granos de polen están compuestos por dos células. 
El gineceo presenta tres carpelos unidos entre sí y es parcialmente ínfero. El ovario es trilocular. Presentan un solo estilo, apical, con canal estilar. El estigma es más o menos trilobulado. El ovario presenta de cuatro a 50 óvulos anátropos por lóculo, con placentación axilar. El desarrollo del saco embrionario es del tipo «Polygonum». El fruto es una cápsula loculicida. Las semillas son pequeñas y contienen endosperma, el tegumento más externo de la cubierta de la semilla (denominado testa) está formado por cuatro o más capas de células, la más externa de las cuales colapsa y se convierte en una delgada costra de fitomelanina que recubre a la semilla. Los cromosomas presentan una longitud de 2-4 µm y el número cromosómico básico puede ser x=8, 10-12 y 14.

## Ecología

### Hábitat y distribución
Las especies de esta familia se distribuyen en las ecozonas holártica, paleotropical, neotropical y antártica, en climas templados a tropicales, desde el norte del Pacífico hasta América del Sur, África central y África del Sur.

## Evolución y filogenia
La divergencia del clado de las tecofileáceas está datada en aproximadamente 108 millones de años antes del presente. La edad del grupo corona, en la que se supone iniciaron su divergencia las tecofileáceas actuales, se ha estimado en 87 millones de años.
La posición de Ixioliriaceae y Tecophilaeaceae en el árbol filogenético de Asparagales todavía es poco clara. Algunos análisis moleculares de ADN unen ambas familias en un mismo clado. Estas dos familias comparten algunas características morfológicas, tales como la presencia de cormos como órgano subterráneo de reserva, la inflorescencia foliosa y, muchas veces, casi capitada, las hojas de disposición espiralada y con la base envainadora, las flores más bien grandes, con el verticilo externo de tépalos mucronado a aristado, el perigonio formando un tubo corto, el androceo insertado en la garganta del perigonio y un número cromosómico x=12. No obstante, las ixioliriáceas divergen de las otras familias de asparagales antes que las tecofileáceas. El clado que conforman estas dos familias, a su vez, es hermano de las doriantáceas.

## Taxonomía

### Historia

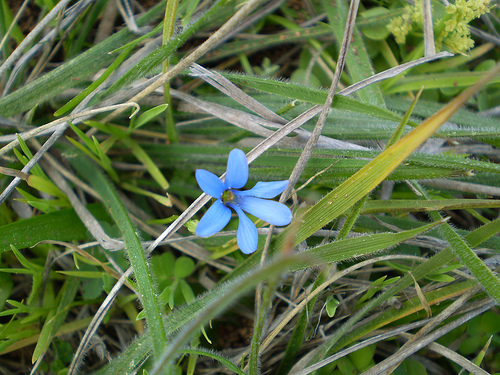
Flores de Tecophilaea violiflora.

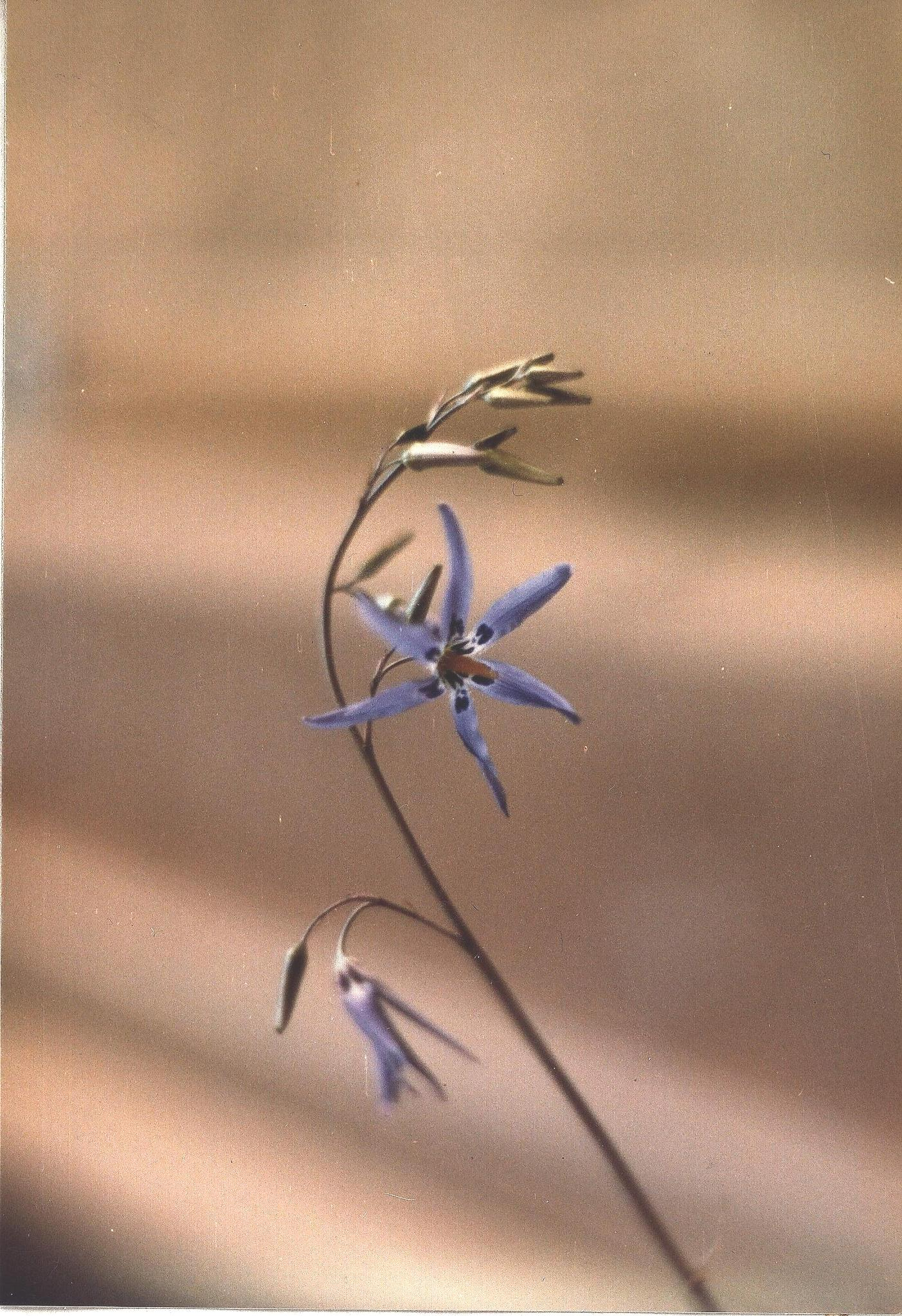
Flores de Conanthera bifolia.

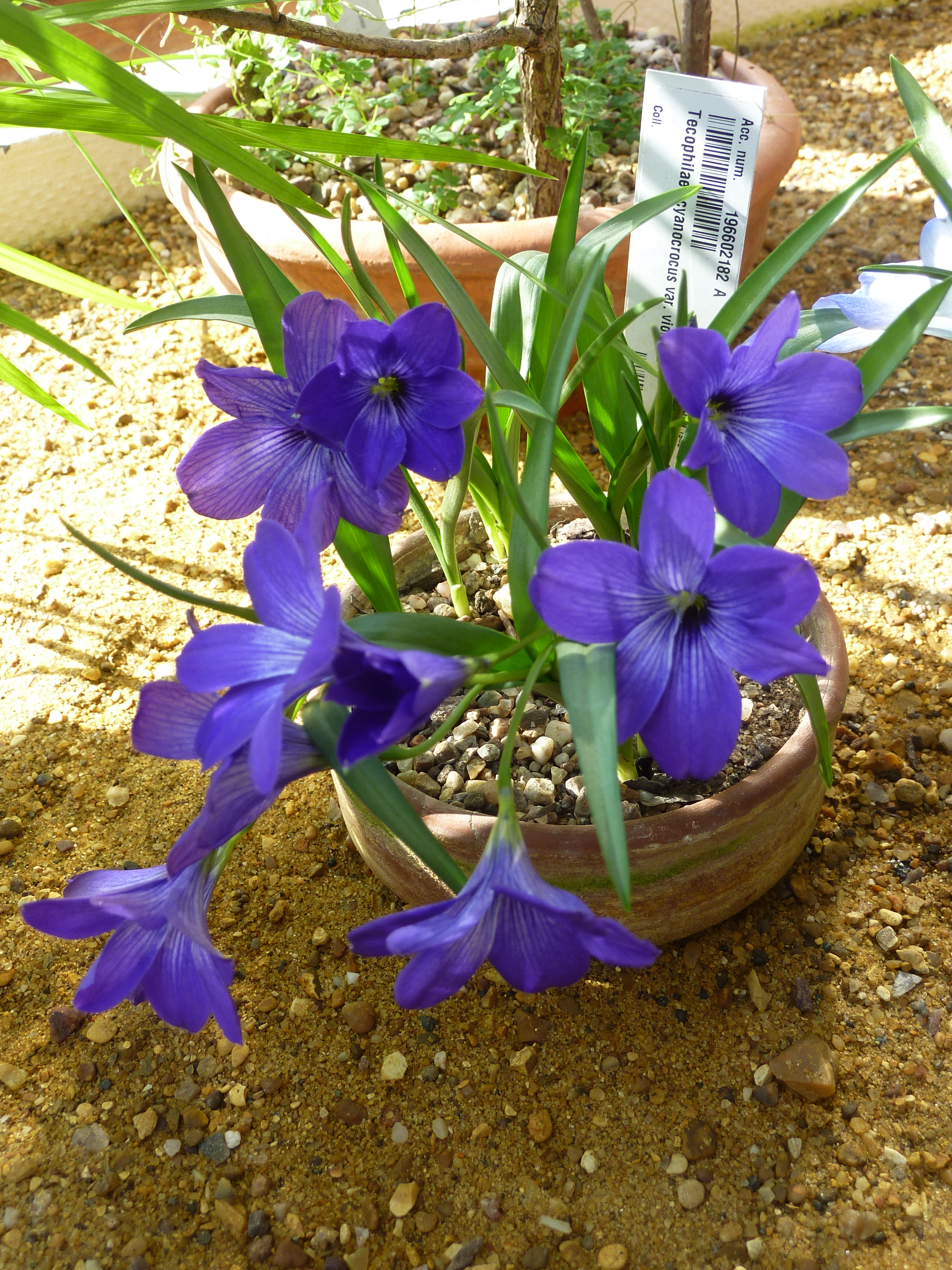
Tecophilaea cyanocrocus se utiliza como planta ornamental en muchos países del mundo.

La familia Tecophilaeaceae fue establecida por el farmacéutico y botánico alemán Friedrich Leybold en 1862 y contenía solamente un género, Tecophilaea, descrito sobre la base de un ejemplar colectado en la cordillera de Santiago en Chile. No obstante, Eduard Friedrich Poeppig y Stephan Ladislaus Endlicher ya habían descrito a ese mismo género en 1838 bajo el nombre Phyganthus y lo habían dispuesto dentro de la familia de las hemodoráceas. En 1864, el trabajo de Leybold fue criticado por John Miers, quien incluyó a Tecophilaea —conjuntamente con Cyanella— dentro de la familia las liliáceas en la tribu Conantherae, propuesta en 1832 por David Don. Inmediatamente, John Kirk sumó el género recientemente descrito Walleria a la mencionada tribu.
En 1883 George Bentham transfirió la tribu a las hemodoráceas, pero dejó al género Walleria dentro de las liliáceas. Por su parte, Ferdinand Albin Pax prefirió disponer a Conantherae en la familia de las amarilidáceas.
En 1891, cuando Daniel Oliver describió a Cyanastrum lo dispuso en Conantherae, dentro de las hemodoráceas. En 1896 la botánica francesa Marie Maxime Cornu describió un nuevo género, Schoenlandia, y lo incluyó dentro de las pontederiáceas. Ese nombre fue reducido a sinonimia por Adolf Engler en 1897, quien, sin embargo, no lo transfirió de familia. No obstante, en 1900 el mismo Engler creó para ese género una familia separada, Cyanastraceae.
Para 1926 el taxónomo británico John Hutchinson realizó la primera circunscripción radical de las tecofileáceas. De acuerdo a la clasificación de Hutchinson, Conantherae y Cyanastraceae debían incluirse dentro de la familia de las tecofileáceas, descrita en 1862 por Leybold. En la segunda edición de su obra, transfirió Walleria —todavía incluida en las liliáceas— a las tecofileáceas. Debido a que Poepping y Endlicher habían creado el nombre Phyganthus antes que Leybold hiciera lo propio con Tecophilea, por el principio de prioridad que establece el Código Internacional de Nomenclatura Botánica, el primero de tales nombres debía prevalecer. Por esa razón, en 1959 el botánico inglés Arthur Allman Bullock solicitó que se aplicara el principio de conservación para el nombre Tecophylaceae, el cual fue aceptado.

### Los géneros de las tecofileáceas
A continuación se brinda un listado de los géneros de las tecofileáceas aceptados hasta abril de 2010, ordenados alfabéticamente. Para cada uno se provee el nombre binomial seguido del autor respectivo —abreviado según las convenciones y usos— y la publicación válida. Finalmente, para cada género también se detalla su distribución geográfica y el número de especies que lo componen.
- Conanthera Ruiz & Pav.,[33] (sin.: Cummingia D.Don). Originario de Chile y representado por cinco especies.
- Cyanastrum Oliv.,[34] (sin.: Schoenlandia Marie Maxime Cornu). Compuesto por tres especies distribuidas en África tropical.
- Cyanella Royen ex L.,[35] (sin.: Pharetrella Salisb., Trigella Salisb.). Integrado por siete especies originarias de Sudáfrica.
- Eremiolirion J.C.Manning & F.Forest.[36] Género monotípico endémico de Namibia.
- Kabuyea Brummitt.[37] Género monotípico que se distribuye desde Tanzania a Mozambique.
- Odontostomum Torr..[38] Género monotípico natural de California (Estados Unidos).
- Tecophilaea Bertero ex Colla,[39] (sin.: Phyganthus Poepp. & Endl., Poeppigia Kunze ex Rchb., Distrepta Miers) Comprende dos especies que se distribuyen en Perú y Chile.
- Walleria J.Kirk,[40] (sin.: Androsyne Salisb.) Compuesto por tres especies que se distribuyen en Tanzania a Sudáfrica.
- Zephyra D.Don,[41] (sin.: Dicolus Phil.) Integrado por dos especies endémicas del norte de Chile.

El género Cyanastrum a veces es tratado en su propia familia Cyanastraceae, como en el sistema Cronquist (1981), o como subfamilia (Brummitt et al. 1998), pero el APG II y el APWeb lo incluyen en las tecofileáceas.

## Conservación
Tecophilaea cyanocrocus es una geófita de zonas áridas, semiáridas y mediterráneas. En particular, habita en la estepa alto-andina de la cordillera de Santiago, en planicies cordilleranas con afloramientos rocosos. Se creía extinguida hasta que en la primavera de 2001 se encontró una pequeña población natural ubicada a unos 40 km al sur de Santiago. Esta población ocupa un sector claramente delimitado, de 20 por 50 metros. Una población más pequeña, integrada principalmente por individuos aislados, se encontró en un lugar cercano, en una hendidura por donde corrió agua producto del deshielo.

## Importancia económica y cultural
En asentamientos humanos de Chile datados en más de 2000 años a. C. se han hallado cormos de especies de la familia de las tecofileáceas, de pequeño volumen, envueltos en fibras de color café. Estos cormos corresponden a la especie  Zephyra elegans, que crecen en las lomas de la cordillera de la Costa de Tarapacá a Atacama. Aunque no hay referencias sobre el consumo de esta especie como alimento, hay otros géneros similares, como Conanthera, que han sido utilizados para estos fines en tiempos históricos. Es probable que estos bulbos hayan complementado la dieta marítima, especialmente en los estratos tardíos, cuando se planteó el proceso de equilibrio alimenticio.
Los géneros Tecophylaea y Conanthera presentan varios miembros con un indudable valor ornamental. El primero de ellos posee dos especies, una de ellas con efímeras y pequeñas flores (T. violiflora) y la otra (T. cyanocrocus), fue muy buscada y colectada en su hábitat a principios de siglo XX por su gran valor ornamental, lo que casi la llevó a su extinción. Sus destacadas características ornamentales le han valido el reconocimiento a través del premio «Award of Garden Merit» concedido en 1993 por la Real Sociedad de Horticultura del Reino Unido. Las especies de Conanthera poseen flores como campanitas desde celeste a azul intenso, frecuentes en la zona central de Chile, mientras que el género Zephyra con una sola especie, Z. elegans, de flores celeste pálido a intenso, se encuentra en zonas áridas, costeras.

## Lecturas sugeridas
- Eyzaguirre, M. Teresa; y García de la Huerta, Rosario. 2002. Tecophilaea cyanocrocus Leyb. (Tecophilaceae) Redescubierta en su hábitat natural. Gayana Bot. 59, 73-77.
- Huber H. 1969. Die Samenmerkmale und Verwandschaftsverhältnisse der Liliifloren Mitt. Bot. Staatsamml. München 8, 29-538.